# روث فاين
روث فاين (بالعبرية: רות פיין‏) (بالإسبانية: Ruth Fine)‏ هي مُنظرة أدبية إسرائيلية وأرجنتينية، ولدت في 1957 في بوينس آيرس في الأرجنتين.